# Кайсия
Кайсията (Prunus armeniaca) е вид растение от семейство Розови (Rosaceae).

## Физически характеристики
Кайсиевото дърво е топлолюбиво, с мощни корени, достига до височина над 8 метра, живее 40 – 60 години. Листата му са елипсовидни – лъскави, отгоре тъмнозелени, а отдолу матовозелени, цветовете – бели или розови.
Плодът е месест, със сплесната костилка, чиято ядка хората използват отдавна като заместител на бадема. Характерна бразда разделя плода на 2 части. Цветът на зрялата кайсия е от бледожълт до оранжев, някои сортове са мъхести. Първите кайсии зреят през юни, а късните – през август.

## Произход
Родината на кайсията е Североизточна Армения. В Средна Азия, Дагестан, Североизточна Армения се среща дива кайсия. В Хималаите тя расте дори на 4000 м надморска височина. Като културен вид в Армения се отглежда от 3000 години, откъдето тръгва нейното разпространение – Персия, Мала Азия.
Едва през I век стига до Европа, но дълго време расте само в манастирски и княжески градини. Чак през Х век от Апенинския полуостров се разпространява в Германия и Франция, а по-късно – и в Америка, Африка и Австралия.
Гърците я наричали арменска ябълка, откъдето идва и научното наименование на кайсията.
В България кайсията се превръща в овощна култура след Освобождението. Най-популярни сортове са Силистренска (компотна), Кишиневска ранна, Унгарска, Роксана и други.

## Зарзали
Понякога се използва и наименованието зарзала, което идва от персийското „зард-алю“ и означава жълта слива. Зарзалите обаче са по-дребни и малко по-кисели от облагородените кайсии. Общоприетото наименование „кайсия“ на български е заимствано от турския език.

## Производство
| №  | Държава                    | Количество   | %     |
| -- | -------------------------- | ------------ | ----- |
| 1  | Турция                     | 800 000      | 22,36 |
| 2  | Узбекистан                 | 424 734      | 11,87 |
| 3  | Иран                       | 432 3019,08  | 9,03  |
| 4  | Алжир                      | 189 724      | 5,3   |
| 5  | Пакистан                   | 145 391,62   | 4,06  |
| 6  | Испания                    | 114 720      | 3,21  |
| 7  | Афганистан                 | 113 659,69   | 3,18  |
| 8  | Япония                     | 104 600      | 2,92  |
| 9  | Русия                      | 79 100       | 2,21  |
| 10 | Мароко                     | 78 449       | 2,19  |
| 11 | Армения                    | 77 096,21    | 2,15  |
| 12 | Гърция                     | 76 270       | 2,13  |
| 13 | Египет                     | 71 035,29    | 1,99  |
| 14 | Украйна                    | 56 840       | 1,59  |
| 15 | Франция                    | 54 590       | 1,53  |
| 16 | Китай                      | 52 922,38    | 1,48  |
| 17 | Република Южна Африка      | 39 520       | 1,1   |
| 18 | Тунис                      | 38 000       | 1,06  |
| 19 | САЩ                        | 37 870       | 1,06  |
| 20 | Туркменистан               | 35 015,78    | 0,98  |
|    | Общо световно производство | 3 578 412,14 | 100   |

Най-големият производител на кайсии в света е Турция, следвана от Иран, Узбекистан, Италия, Алжир, Пакистан и други.